# Polnische Badminton-Mannschaftsmeisterschaft 1981
Die Polnische Badminton-Mannschaftsmeisterschaft der Saison 1980/1981 gewann das Team von Technik Głubczyce. Es war die achte Austragung der Titelkämpfe.

## Endstand
| Platz | Mannschaft          |
| ----- | ------------------- |
| 1.    | Technik Głubczyce   |
| 2.    | Unia Bieruń Stary   |
| 3.    | AZS AWF Wrocław     |
| 4.    | Bolesław Bukowno    |
| 5.    | Turysta Ursus       |
| 6.    | Start Gdynia        |
| 7.    | Len Żyrardów        |
| 8.    | Warmia Olsztyn      |
| 9.    | Polonez Warszawa    |
| 10.   | Apollo Kraków       |
| 11.   | Polam Mysłowice     |
| 12.   | Metale Kęty         |
| 13.   | AZS UG Gdańsk       |
| 14.   | Motus Koszalin      |
| 15.   | Budowlani Bydgoszcz |
| 16.   | Sygnał Lublin       |